# 韋斯特巴赫河 (卡爾河支流)
50°5′10″N 9°14′40.5″E / 50.08611°N 9.244583°E

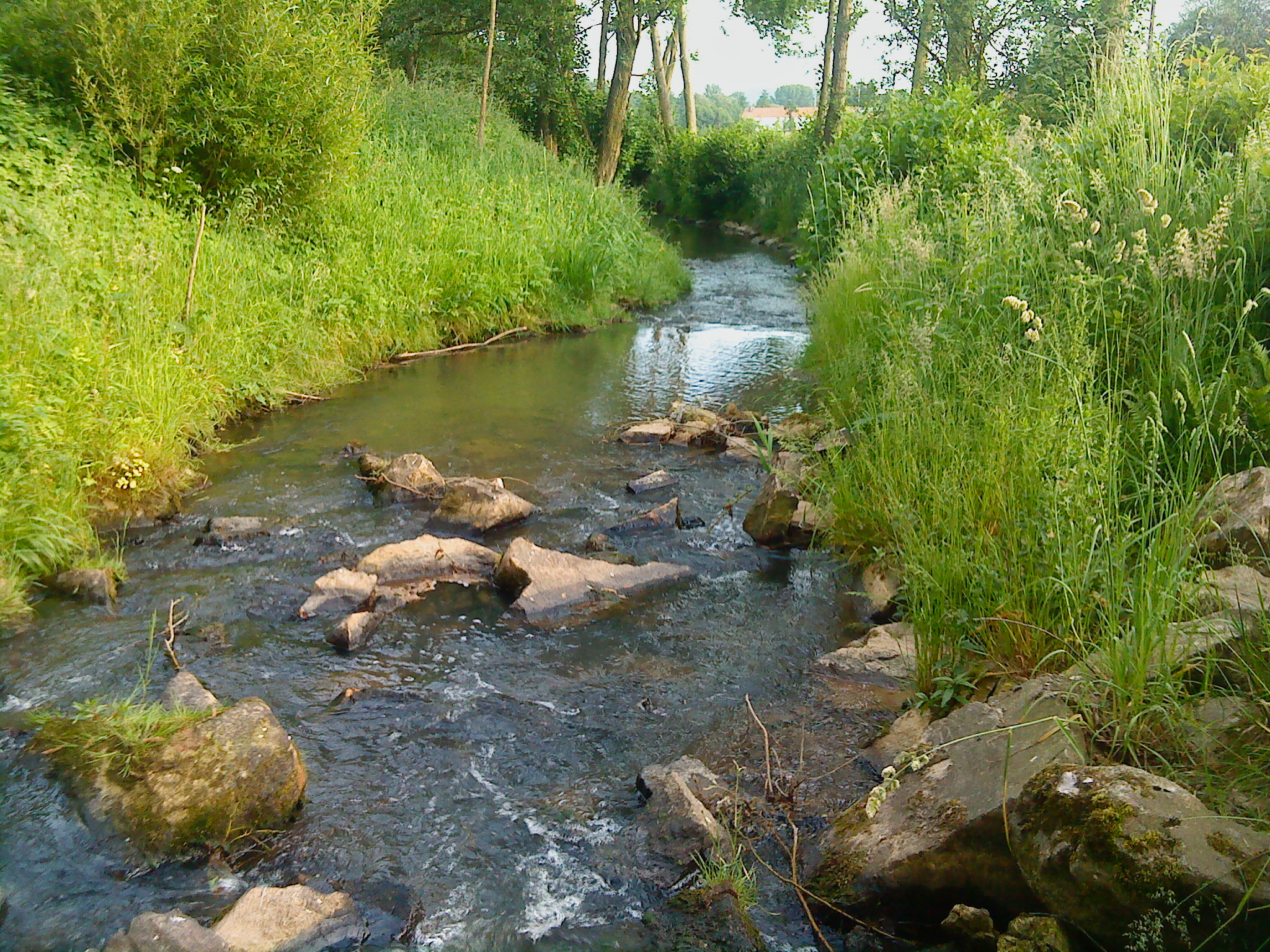

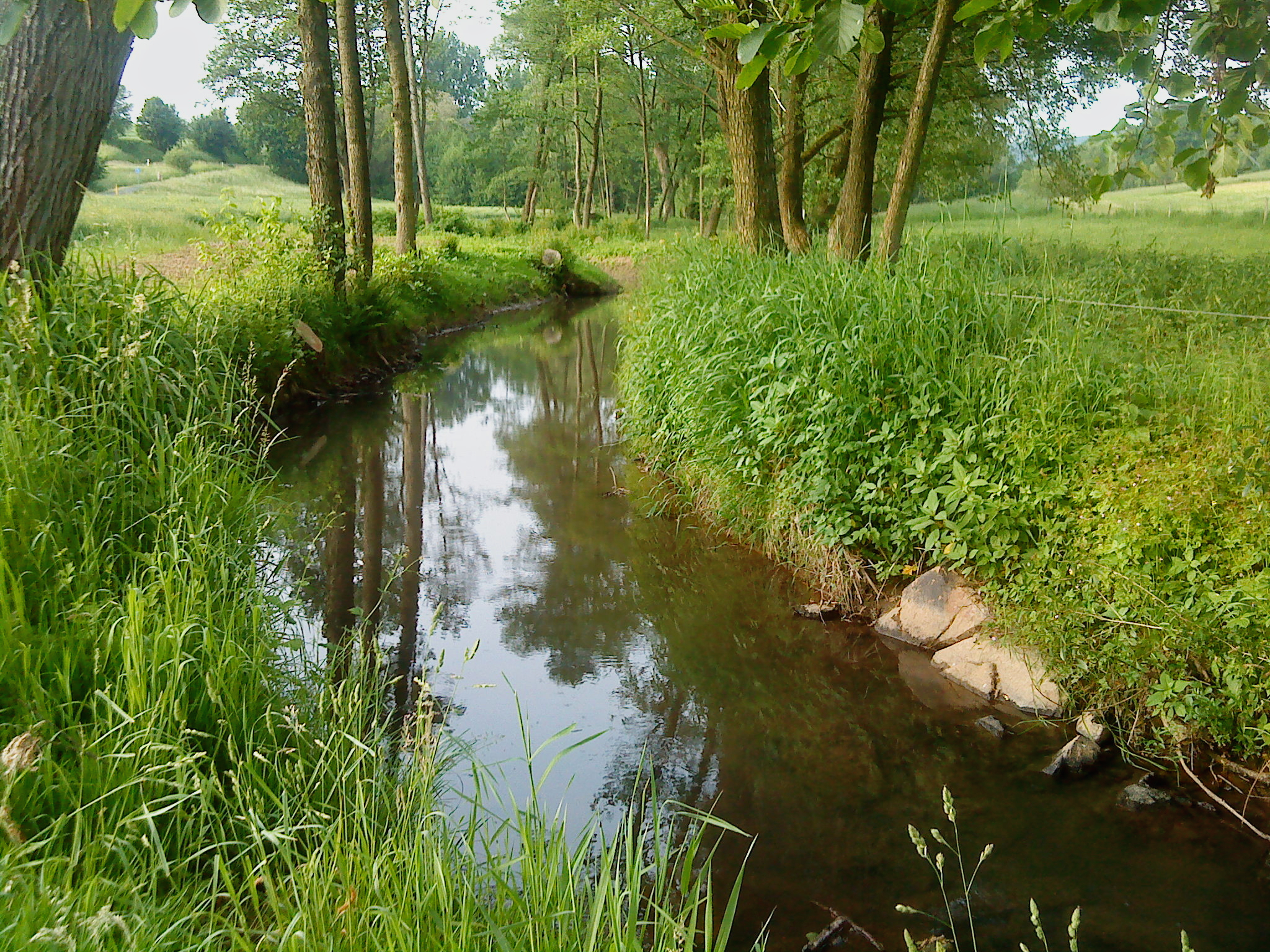

韋斯特巴赫河（德語：Westerbach），是德國的河流，位於該國東南部，由巴伐利亞負責管轄，屬於卡爾河的右支流，河道全長6.3公里，流域面積23.3平方公里，河口處在舍爾克里彭。